# آزیلون-اومپازا
آزیلون-اومپازا (به فرانسوی: Azilone-Ampaza) یک کمون در فرانسه است که در canton of Santa-Maria-Siché واقع شده‌است. آزیلون-اومپازا ۷٫۹۶ کیلومتر مربع مساحت دارد ۴۲۰ متر بالاتر از سطح دریا واقع شده‌است.